# Castillo de Fuentidueña de Tajo
El castillo de Fuentidueña de Tajo se halla en el municipio del mismo nombre, en la Comunidad de Madrid (España). Está situado sobre un cerro, desde donde se domina el pueblo, y es visible desde la autopista A-3 (Madrid-Valencia). 
Estuvo vinculado históricamente con la orden militar de la Encomienda Mayor de Castilla de la Orden de Santiago, razón por la cual también es conocido como castillo de Santiago. Otras denominaciones son Torre de Doña Urraca y Torre de Los Piquillos, en referencia a la torre del homenaje, uno de los elementos de la fortaleza que mejor se conservan.
Su propiedad corresponde al Ayuntamiento de Fuentidueña de Tajo, que permite visitarlo libremente. Se encuentra en estado ruinoso. 

## Historia

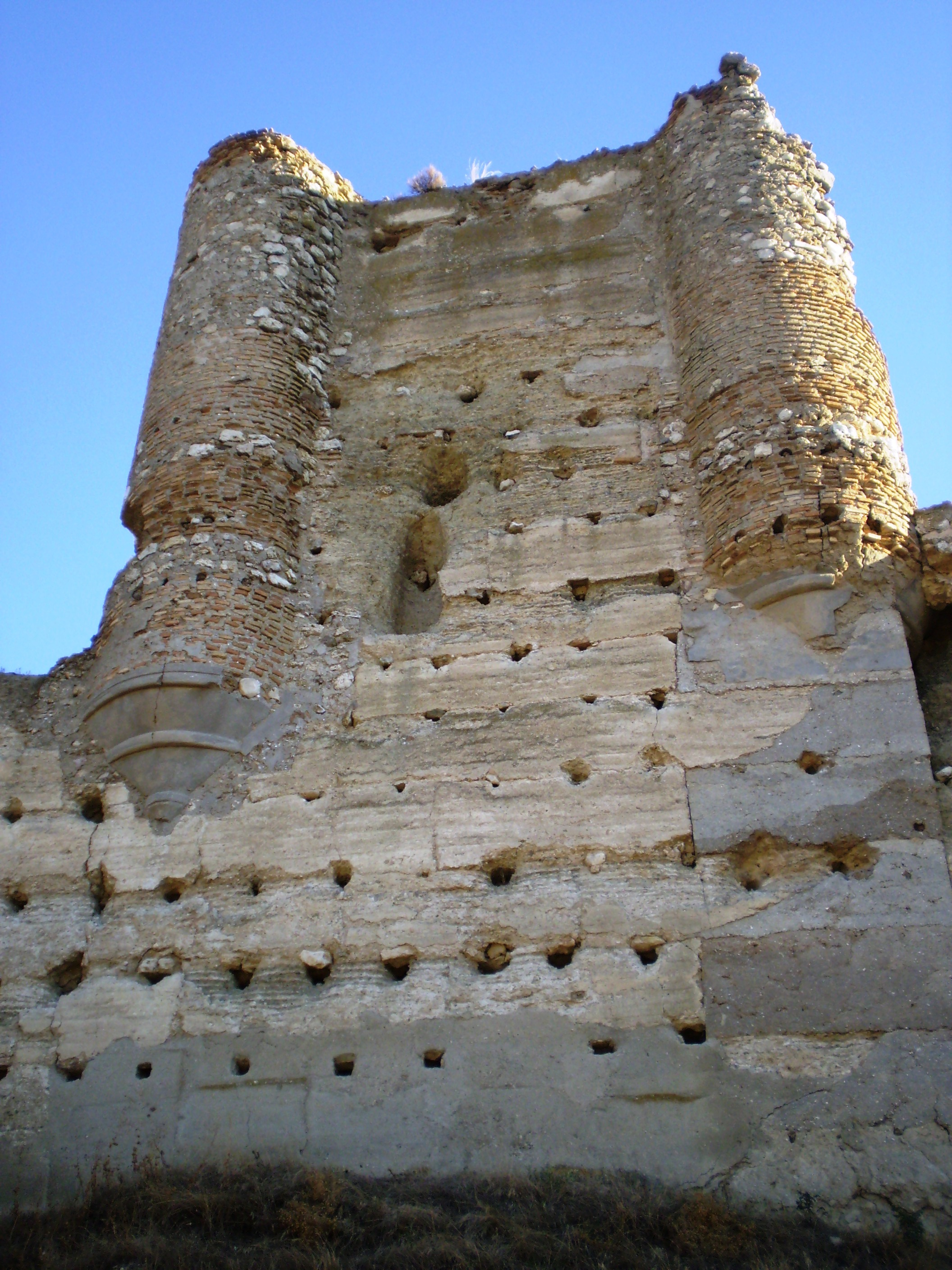
Torre del homenaje del castillo, de casi 30 metros de altura

La historia del castillo de Fuentidueña aparece ligada a la desaparecida fortificación musulmana de la Alfariella o de la Alarilla, edificada por la población musulmana para detener el avance de los reinos cristianos, durante la Reconquista.
La Alarilla fue conquistada por el rey Alfonso VI de León entre los siglos XI y XII. Los cristianos establecidos optaron por abandonar esta construcción, meramente militar, y levantaron en el siglo XII un nuevo castillo, que, además de fortaleza, sirviera de residencia palaciega. 
En el castillo vivió la reina Urraca I, esposa de Alfonso I de Aragón, a quien el pueblo de Fuentidueña de Tajo llamaba su dueña. Este apelativo, unido a la existencia de un manantial a los pies del cerro donde se emplaza el castillo, da nombre a la localidad.
En el año 1212, Alfonso VIII consolidó la plaza, tras su victoria en la batalla de las Navas de Tolosa, que permitió la expansión meridional del Reino de Castilla. 
En el siglo XV, el edificio pasó a manos de la Orden de Santiago. En 1438, el adelantado Pedro Manrique fue encarcelado en el castillo, en tiempos de Juan II. También sirvió de prisión a Álvaro de Luna, en castigo por sus diferencias con la citada orden militar, y a Diego López Pacheco y Portocarrero, segundo marqués de Villena, confinado por orden de Gabriel Fernández Manrique.
En el siglo XIX, durante la Guerra de la Independencia, el castillo de Fuentidueña fue expoliado y sus piedras utilizadas para la construcción de otras edificaciones.

## Características

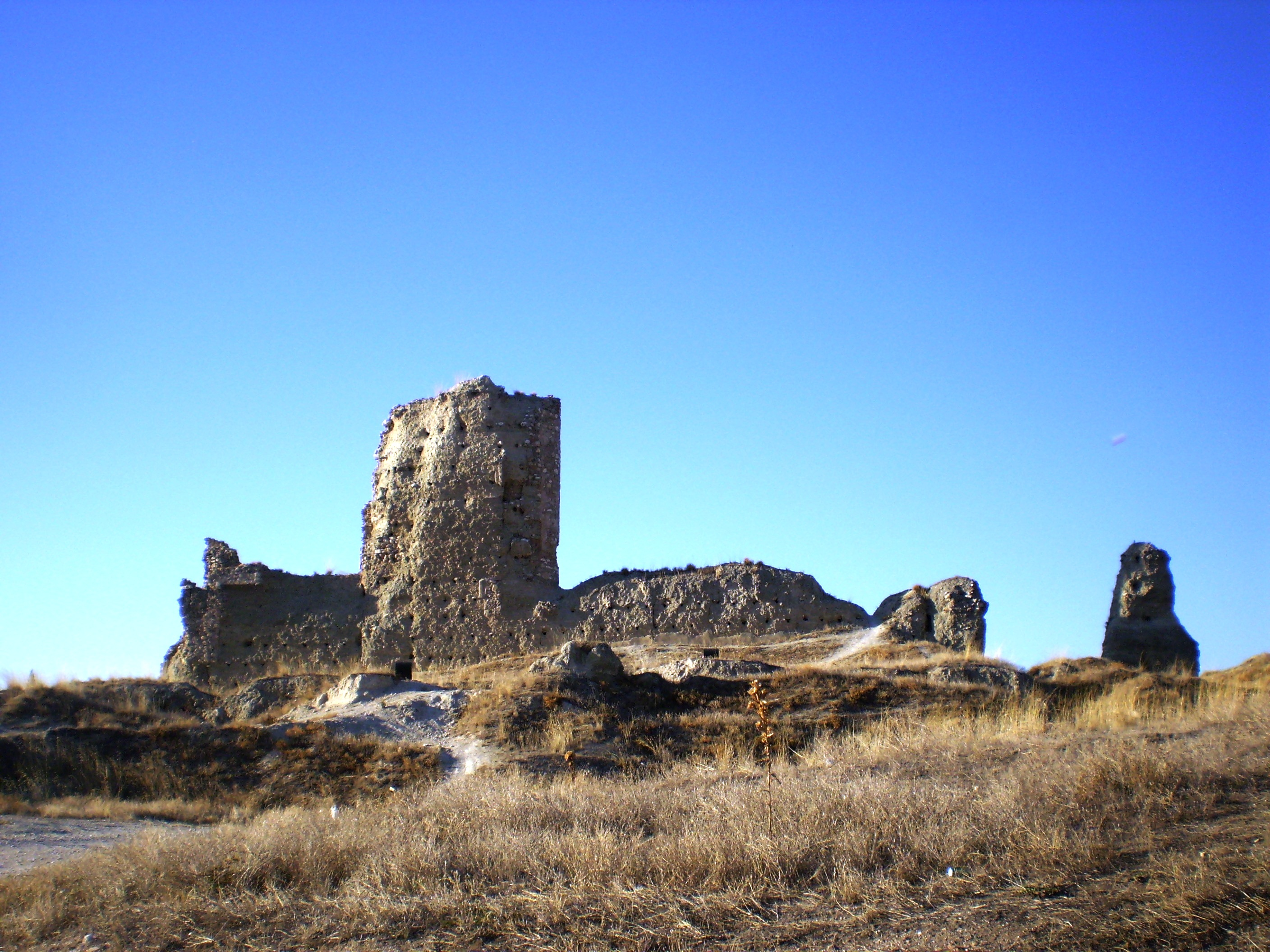
Cara interior

La cara exterior de la torre del homenaje, un muro y parte de algunas torres son los únicos restos que se conservan del castillo de Fuentidueña de Tajo, que se encuentra en estado de ruina progresiva. 
El edificio fue construido, en su mayor parte, en tapial. Era de planta grande e irregular, a modo de paralelogramo. Presentaba dos cuerpos, uno principal y un gran albarcar, separados por un foso interior. Los restos conservados son fruto de una ampliación emprendida en el siglo XIV, dos siglos después de su fundación.
Mide, de norte a sur, aproximadamente 110 metros y, de este a oeste, unos 50. Aún siguen en pie las torres que defendían cada una de las esquinas, cuya base, según estimaciones, oscilaba entre los 2,5 y los 3 metros de lado.
La torre del homenaje es el elemento arquitectónico de mayor interés del edificio. Con una altura de cerca de 30 metros, fue levantaba en el eje de simetría del recinto. El grosor de sus muros es de 1,4 metros. 
El castillo se encuentra protegido por la Declaración genérica del Decreto de 22 de abril de 1949 y por la Ley 16/1985 sobre el Patrimonio Histórico Español.